# Sonata per a piano núm. 16 (Beethoven)
La Sonata per a piano núm. 16 en sol major, op. 31, núm. 1 va ser composta per Ludwig van Beethoven entre 1801 i 1802. Tot i que va aparèixer numerada com la primera obra en el trio de sonates per a piano que van ser publicades l'any 1803 com a opus 31, Beethoven en realitat la va acabar després de la Sonata op. 31 núm. 2, "La tempesta".
A causa del seu descontentament amb l'estil clàssic de la música, Beethoven es va comprometre a prendre un nou camí de la composició musical i l'estil. Després de completar la Sonata per a piano núm. 15, Beethoven va dir al seu amic Krumpholz que no estava msssa satisfet amb el que havia escrit i que es posaria a compondre d'una manera diferent; la que seria la seva Sonata per a piano núm. 16. Les Sonates op. 31 són els primers exemples de les noves i menys convencionals idees de Beethoven. És important tenir en compte que aquestes peces van ser escrites després del famós Heiligenstadt Testament (Testament de Heiligenstadt) de 1.802.
Aquesta sonata és la llum, brisa i té tocs d'humor i ironia en els seus moviments. Els crítics diuen que els Opus 31 obres mostren ara més pronunciat sentit "Beethoven" de l'estil que es farà més evident en les obres més tard, madurs.

## Estructura
La sonata consta de tres moviments. Un rendiment típic dura uns 20 minuts.
- Allegro vivace
- Adagio grazioso
- Rondo, allegretto - presto